# قمة ألاسكا بين بوتين وترمب 2025
قمة روسيا والولايات المتحدة 2025 (المعروفة أيضًا باسم قمة ألاسكا 2025 أو قمة ترمب-بوتين) كانت اجتماعًا قمة بين الرئيس الأمريكي دونالد ترمب والرئيس الروسي فلاديمير بوتين. عُقدت في 15 أغسطس 2025، في قاعدة إلمندورف-ريتشاردسون المشتركة في أنكوريج، ألاسكا. كان الموضوع الرئيسي للنقاش هو الحرب الروسية الأوكرانية المستمرة، والتي يريد ترمب إنهاؤها.
كانت هذه هي المرة الأولى التي يُدعى فيها بوتين إلى دولة غربية منذ أن أمر بالغزو الروسي الكامل لأوكرانيا في عام 2022. ويواجه بوتن مذكرة اعتقال صادرة عن المحكمة الجنائية الدولية بتهمة ارتكاب جرائم حرب مزعومة. كما كانت هذه هي المرة الأولى التي تُعقد فيها زيارة رئاسية روسية للولايات المتحدة على منشأة عسكرية أمريكية. كان هذا أول لقاء بين ترمب وبوتين منذ إعادة انتخاب ترمب في عام 2024 والأول بينهما كرئيسين في السلطة منذ لقائهما الأخير في عام 2019 في أوساكا باليابان. كانت هذه هي المرة الأولى التي يزور فيها بوتن الولايات المتحدة منذ عام 2015 حيث حضر الدورة السبعين للجمعية العامة للأمم المتحدة في مدينة نيويورك.
وكان هذا أيضًا أول اجتماع تستضيفه الولايات المتحدة بين رئيسي روسيا والولايات المتحدة منذ عام 2007، عندما التقى بوتين مع جورج دبليو بوش في ولاية مين.

## خلفية

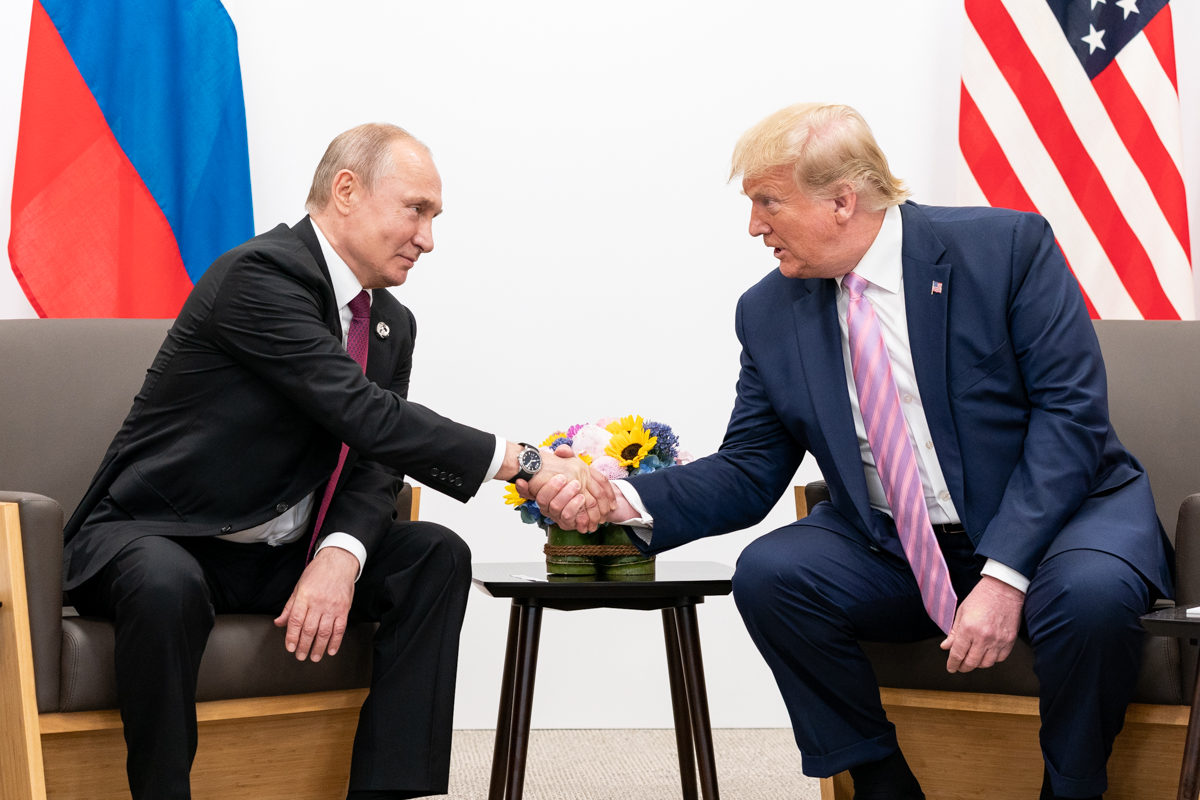
الرئيس الروسي فلاديمير بوتن والرئيس الأمريكي دونالد ترمب في قمة مجموعة العشرين في أوساكا باليابان، يونيو 2019

في فبراير 2022، أمر بوتن بالغزو الروسي الكامل لأوكرانيا، مما أدى إلى بدء أعنف حرب في أوروبا منذ الحرب العالمية الثانية. وخلال الانتخابات الرئاسية لعام 2024، خاض المرشح الرئاسي آنذاك دونالد ترمب حملته بوعد بإنهاء الحرب في أول يوم له في منصبه. وفي 12 فبراير، أجرى مكالمة هاتفية مفاجئة مع بوتن أدت إلى مفاوضات بين روسيا والولايات المتحدة لأول مرة منذ الغزو. وفي وقت لاحق من ذلك الشهر، بدأ وزير الخارجية الأمريكي ماركو روبيو الاجتماع مع وزير الخارجية الروسي سيرجي لافروف في المملكة العربية السعودية، وهي دولة محايدة استضافت بوتن. وعلى مدار الأشهر التالية، واصل ترمب التواصل مع بوتن من خلال المكالمات الهاتفية ومنشورات تروث سوشل.
كان من المقرر أن يُجري الرئيسان بوتين وزيلينسكي مفاوضات مباشرة في إسطنبول في 15 مايو، وأشار ترمب إلى أنه سيكون حاضرًا أيضًا. إلا أن بوتين لم يحضر. وصرح ترمب بأنه يعتقد أن السبب الوحيد لعدم حضور بوتين هو غيابه، وأن محادثات السلام لا يمكن أن تُعقد إلا بلقاءٍ بينه وبين بوتين.
في 28 مايو، صرّح ترمب بأنه سيعرف خلال أسبوعين ما إذا كان بوتين جادًا بشأن إنهاء الحرب أم أنه "يُستدرجنا فحسب". في مايو ويونيو ويوليو، ازدادت الهجمات الروسية بالصواريخ والطائرات المسيرة على أوكرانيا بشكل كبير. صرّح ترمب للصحفيين في 23 يوليو: "أعود إلى المنزل، وأقول للسيدة الأولى: 'كما تعلمون، تحدثت إلى فلاديمير اليوم. أجرينا محادثة رائعة'. فقالت: 'حقًا؟ مدينة [أوكرانية] أخرى قُصفت للتو.' بعد أن انتقد الرئيس ترمب بوتين على موقع "تروث سوشيال"، وصف الكرملين منشوراته بأنها "مؤثرة".
في 14 يوليو أعلن ترمب أن الولايات المتحدة ستفرض المزيد من العقوبات على روسيا ورسوم جمركية بنسبة 100٪ على الدول التي لا تزال تشتري النفط الروسي إذا لم يوافق بوتين على إنهاء الحرب في غضون 50 يومًا.  في 28 يوليو، أعلن ترمب أن الموعد النهائي سيتم تقصيره إلى 10 أو 12 يومًا، مشيرًا إلى عدم إحراز تقدم في المفاوضات.  التقى المبعوث الأمريكي الخاص ستيف ويتكوف مع بوتين في موسكو في 6 أغسطس، قبل يومين من الموعد النهائي المحدد. بعد الاجتماع، صرح الرئيس ترمب أن هناك "فرصة جيدة"لعقد اجتماع مع بوتين "قريبًا جدًا".  عندما وصل الموعد النهائي لترمب في 8 أغسطس، بدلاً من فرض العقوبات، أعلن ترمب أنه سيستضيف بوتين في ألاسكا في 15 أغسطس.

### الوضع العسكري في أوكرانيا
منذ سبتمبر 2022، أعلنت روسيا سيطرتها على أربع مناطق في أوكرانيا، بالإضافة إلى شبه جزيرة القرم منذ عام 2014. قبل القمة، سيطرت على 88% من منطقة دونباس (75% من دونيتسك و100% من لوغانسك9، و74% من المنطقة التي تضم منطقتي زابوريزهيا وخيرسون، بالإضافة إلى جيوب صغيرة من مناطق أخرى. قبل القمة، حققت روسيا مكاسب صغيرة في هجومها على بوكروفسك في منطقة دونباس.

### التوترات النووية
في 31 يوليو نشر الرئيس الروسي السابق ونائب رئيس مجلس الأمن الروسي، دميتري ميدفيديف، منشور على تيليجرام يُحذّر فيه الرئيس ترمب من تهديد "نظام اليد الميتة "، في إشارة إلى آلية الإطلاق النووي السوفيتية الآلية. وفي 1 أغسطس، أعلن الرئيس ترمب عن إرسال "غواصتين نوويتين"باتجاه روسيا ردًا على هذا التهديد.
في 4 أغسطس/آب 2025، أعلنت روسيا أنها "لم تعد تعتبر نفسها ملزمة"بمعاهدة القوى النووية متوسطة المدى لعام 1987، التي انسحبت منها الولايات المتحدة عام 2019. وفي اليوم التالي، حلقت طائرة بوينغ دبليوسي-135 كونستانت فينيكس "للكشف عن الأسلحة النووية"بالقرب من شبه جزيرة كولا. وقال محللون إن هذه الرحلة قد تشير إلى اختبار قادم لصاروخ كروز 9M730 بوروفيستنك النووي القادر على حمل رؤوس نووية، والذي تم اختباره سابقًا في منطقة أرخانجيلسك.

## ما قبل الاجتماع
صرح الرئيس ترمب في 7 أغسطس 2025 بأنه ليس من الضروري أن يلتقي بوتين بفولوديمير زيلينسكي، رئيس أوكرانيا. وأضاف أن على كلا الجانبين تقديم تنازلات. وصرح مصدر في الكرملين بأن روسيا قادرة على وقف الحرب إذا استعادت شرق أوكرانيا.
في 8 أغسطس أعلن الرئيس ترمب على موقع تروث سوشل أنه يخطط للقاء بوتن في ألاسكا. وأكد مساعد الكرملين يوري أوشاكوف لاحقًا المحادثات، معتبرًا أن ألاسكا "منطقية تمامًا"كمكان. ربما تم اختيار ألاسكا لموقعها بين العاصمتين، وعدم مشاركة الولايات المتحدة في نظام روما الأساسي لتنفيذ مذكرة اعتقال المحكمة الجنائية الدولية بحق بوتن، بالإضافة إلى أهميتها التاريخية، بما في ذلك الاستعمار الروسي السابق، والمجتمعات الأرثوذكسية الروسية الحديثة، والاستخدام العسكري في الحرب الباردة.
في 14 أغسطس، أعلن يوري أوشاكوف أن الوفد الروسي سيضم نفسه ووزير الخارجية سيرجي لافروف ووزير الدفاع أندريه بيلوسوف ووزير المالية أنطون سيلوانوف والمبعوث الرئاسي الخاص للاستثمار الأجنبي والتعاون الاقتصادي كيريل دميترييف. قبل القمة اقترح بوتن أن تشمل المفاوضات معاهدات الأسلحة النووية، مثل تجديد معاهدة ستارت الجديدة التي تنتهي في فبراير 2026.
اندلعت احتجاجات مؤيدة لأوكرانيا ومعادية لترمب وبوتين. وصل وزير الخارجية الروسي لافروف إلى فندقه مرتديًا قميص أبيض اللون СССР (الاتحاد السوفييتي 9 يرتدي قميص رياضي تحت سترة الطقس البارد؛ ووصفت صحيفة الغارديان هذه الخطوة بأنها "عمل غير خفي من أعمال التصيد".

## لقاء ترمب وبوتين

### الوصول
كانت قاعدة إلمندورف-ريتشاردسون المشتركة في أنكوريج، ألاسكا، موقع القمة التي عقدت في 15 أغسطس 2025. تم وضع سجادة حمراء على شكل حرف L للقادة للسير إلى منصة تحمل علامة "ألاسكا 2025"مع أربع طائرات مقاتلة من طراز إف-22 رابتور مصطفة بجانبها. هبط الرئيس ترمب في قاعدة إلمندورف المشتركة في الساعة 10:22 صباحًا بتوقيت أوكلاند الصيفي. أعلنت السكرتيرة الصحفية كارولين ليفيت عند الهبوط أن الاجتماع لن يكون فرديًا بين ترمب وبوتين ولكنه سيكون ثلاثة ضد ثلاثة مع انضمام وزير الخارجية ماركو روبيو والمبعوث الخاص ستيف ويتكوف إلى الرئيس ترمب ومساعد السياسة الخارجية يوري أوشاكوف ووزير الخارجية سيرجي لافروف إلى الرئيس بوتين.
هبط الرئيس بوتن في القاعدة الجوية في الساعة 10:55 صباحًا بتوقيت AKDT. خرج الرئيسان من طائرتيهما في حوالي الساعة 11:08 صباحًا بتوقيت AKDT، وتصافحا على السجادة الحمراء ووقفا على منصة ألاسكا 2025 لالتقاط صورة قبل أن يتصافحا مرة أخرى ويدخلا سيارة الرئاسة الرسمية لنقلهما إلى مكان الاجتماع. وبينما كان الرجلان يقفان على المنصة، حلقت مقاتلات من طراز F-22 أو F-35 تابعة لسلاح الجو الأمريكي وقاذفات من طراز B-2 في السماء. وذكرت روسيا 24 أن الرئيس ترمب دعا بوتن للانضمام إليه في السيارة، حيث تجنب بوتن سيارة ليموزين أوروس المخطط لها.

### لقاء القمة
بدأ الاجتماع في حوالي الساعة 11:32 صباحًا بتوقيت بتوقيت ألاسكا. وانتهى في حوالي الساعة 2:18 مساءً بتوقيت AKDT. وبدأ مؤتمر صحفي مع الزعيمين في حوالي الساعة 2:58 مساءً بتوقيت بتوقيت ألاسكا. أهدى ترمب بوتين هدية احتفالية عبارة عن "تمثال مكتب النسر الأصلع الأمريكي". تم إلغاء الغداء في الاجتماع.

### المؤتمر الصحفي
بدأ بوتين المؤتمر الصحفي لتصريح بأن العلاقات الروسية الأمريكية قد تدهورت في السنوات الأخيرة، وأن عقد اجتماع بين البلدين كان أمرًا مُتأخرًا للغاية. وأشار بوتين إلى أن المفاوضات عُقدت في "أجواء من الاحترام المتبادل والبناء". بدأ ترمب تصريحاته قائلًا إنه "لطالما كانت تربطه علاقة رائعة بالرئيس (فلاديمير) بوتين"، إلا أن "خدعة روسيا "أعاقت هذه العلاقة. كما أقر بوتين باتفاقه مع ترمب على ضرورة ضمان أمن أوكرانيا.  وفي ختام المؤتمر الصحفي، لم يُتفق على وقف إطلاق النار، ولم يُجب أيٌّ من الزعيمين على أسئلة الصحافة. وبعد الإحاطة، لم يُجب ترمب ولا بوتين على أي أسئلة. 

## الوفود المشاركة
| وفد الولايات المتحدة | الوفد الروسي |
| --- | --- |
| - رئيس الولايات المتحدة، دونالد ترمب - وزير الخارجية، ماركو روبيو - وزير الخزانة، سكوت بيسنت - رئيس هيئة الأركان المشتركة الأمريكية، دان كين - وزير التجارة، Howard Lutnick - وزير الدفاع، بيت هيغسيث - مدير وكالة المخابرات المركزية (2005 - الان)، جون راتكليف (سياسي أمريكي) - المبعوث الخاص للولايات المتحدة إلى الشرق الأوسط, ستيف ويتكوف | - الرئيس الروسي، فلاديمير بوتين - Foreign Affairs Minister، سيرجي لافروف - وزير الدفاع، أندري كليباتش - وزارة المالية، أنطون سيلوانوف - , يوري أوشاكوفمساعد الرئيس الروسي للسياسة الخارجية - , Kirill Dmitriev المبعوث الرئاسي الخاص للاستثمار الأجنبي والتعاون الاقتصادي |

## العرض الروسي
وذكرت وكالة رويترز أن العرض الروسي تضمن: 
- الإقليمي
  - الانسحاب الأوكراني من منطقة دونيتسك (حوالي 6600 كيلومتر مربع)
  - تجميد خطوط المواجهة في منطقتي خيرسون وزابوريزهيا
  - الانسحاب الروسي من منطقتي خاركيف وسومي (حوالي 400 كيلومتر مربع)
- الدبلوماسي
  - منع أوكرانيا من الانضمام إلى حلف شمال الأطلسي
  - الاعتراف بضم روسيا لشبه جزيرة القرم (غير واضح ما إذا كان مطلوبًا أيضًا من الدول الأوروبية)
  - رفع بعض العقوبات المفروضة على روسيا (من غير الواضح ما إذا كان ذلك مطلوبًا أيضًا من الدول الأوروبية)
- الآخرى
  - الوضع الرسمي للغة الروسية في بعض أو كل أوكرانيا
  - حق الكنيسة الأرثوذكسية الروسية في العمل بحرية في أوكرانيا

## معرض الصور

بوتن ينزل من الطائرة
ترمب ينزل من الطائرة
بوتن وترمب يحييان بعضهما البعض عند وصولهما
بوتن وترمب يتصافحان
بوتن وترمب خلال المحادثات في موقع القمة، برفقة وفديهما.
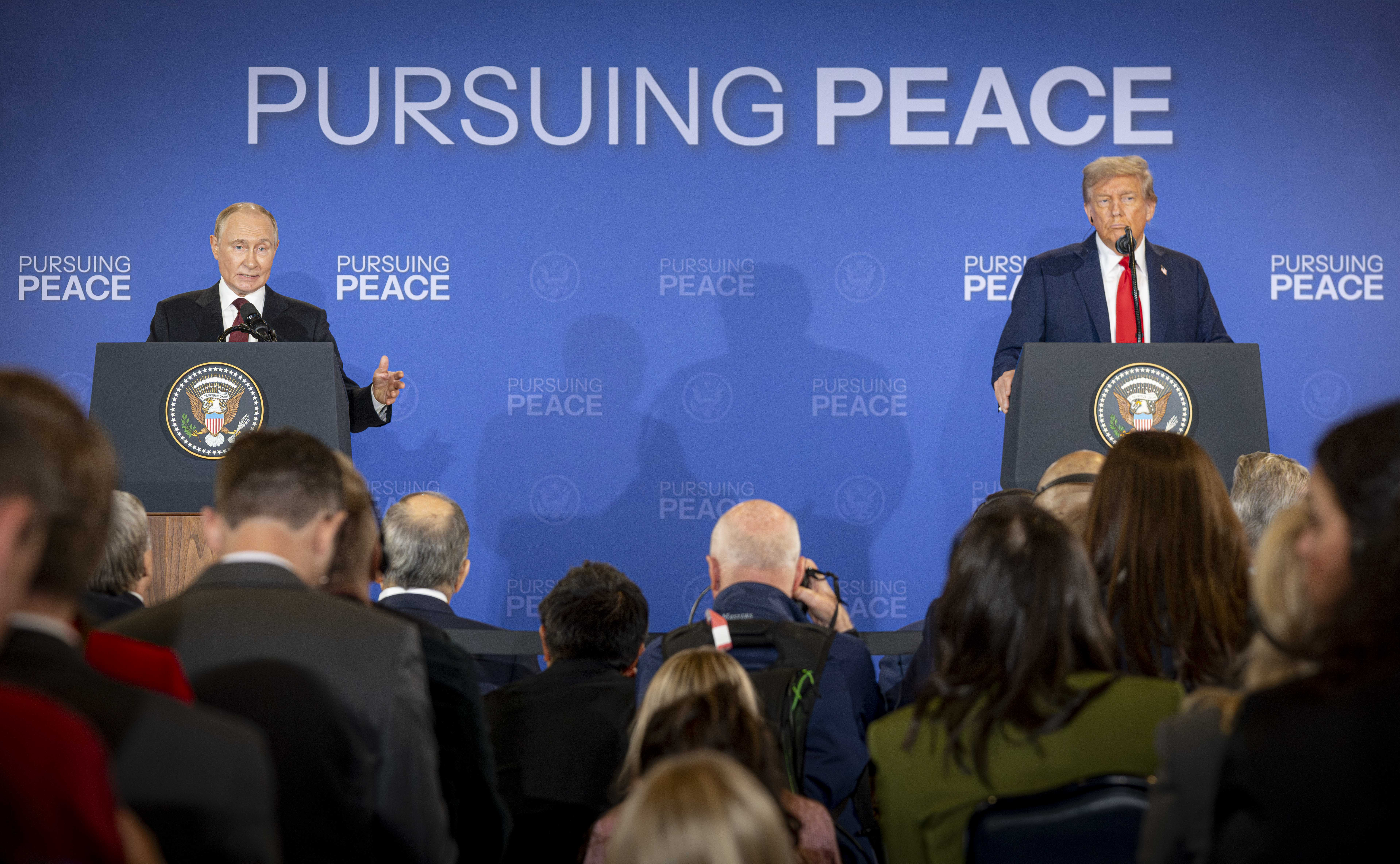
بوتن وترمب يعقدان مؤتمرا صحفيا
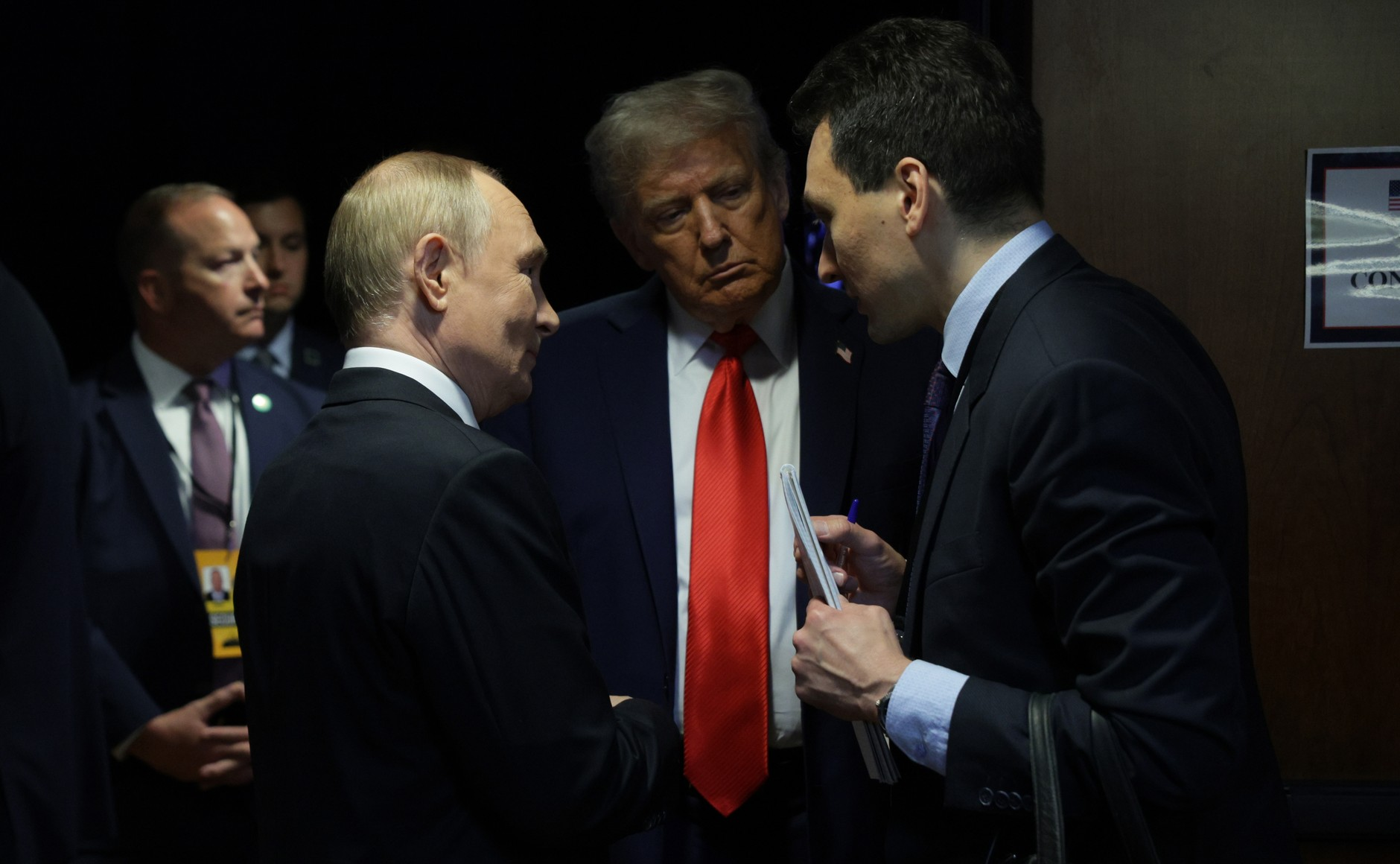
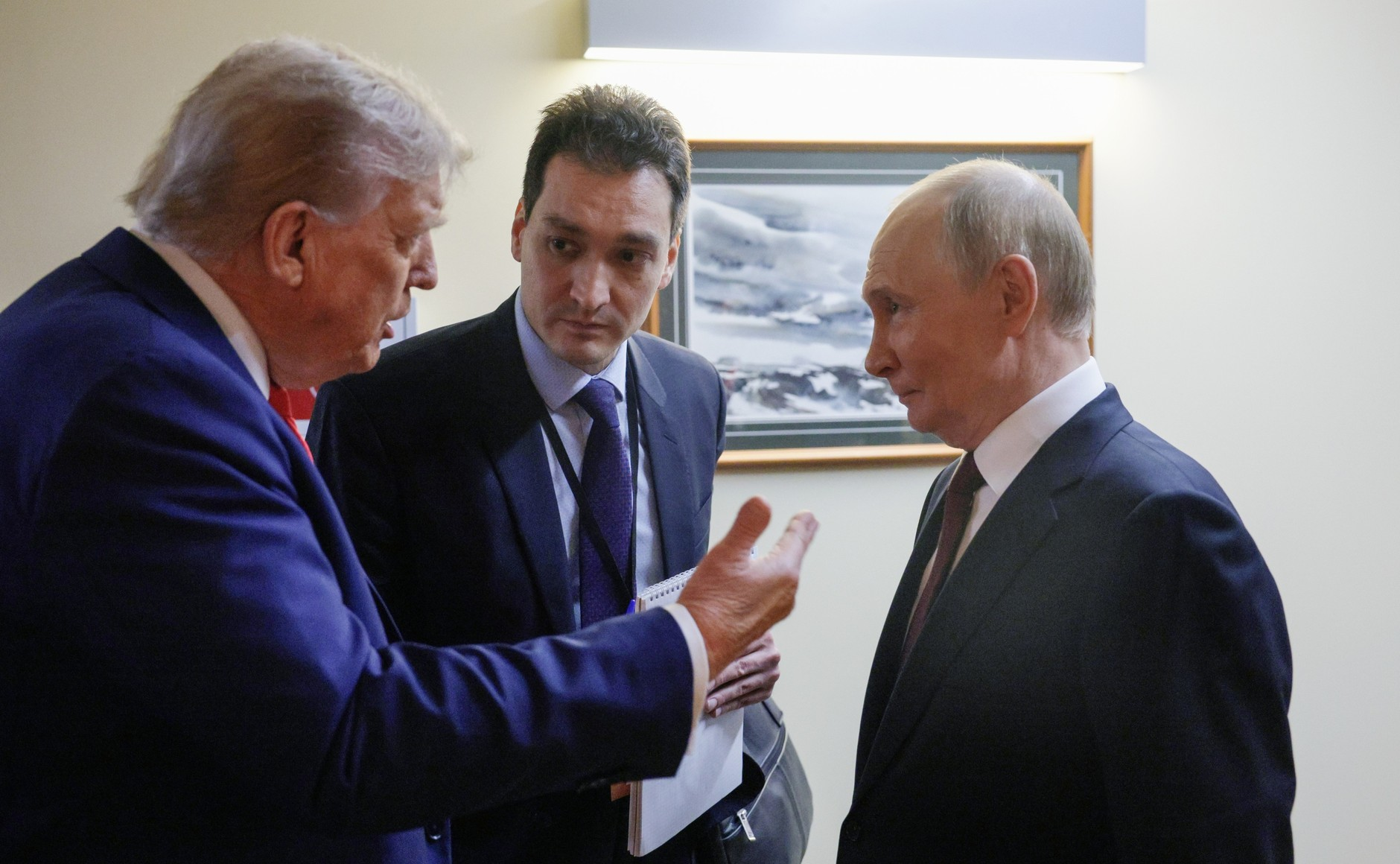
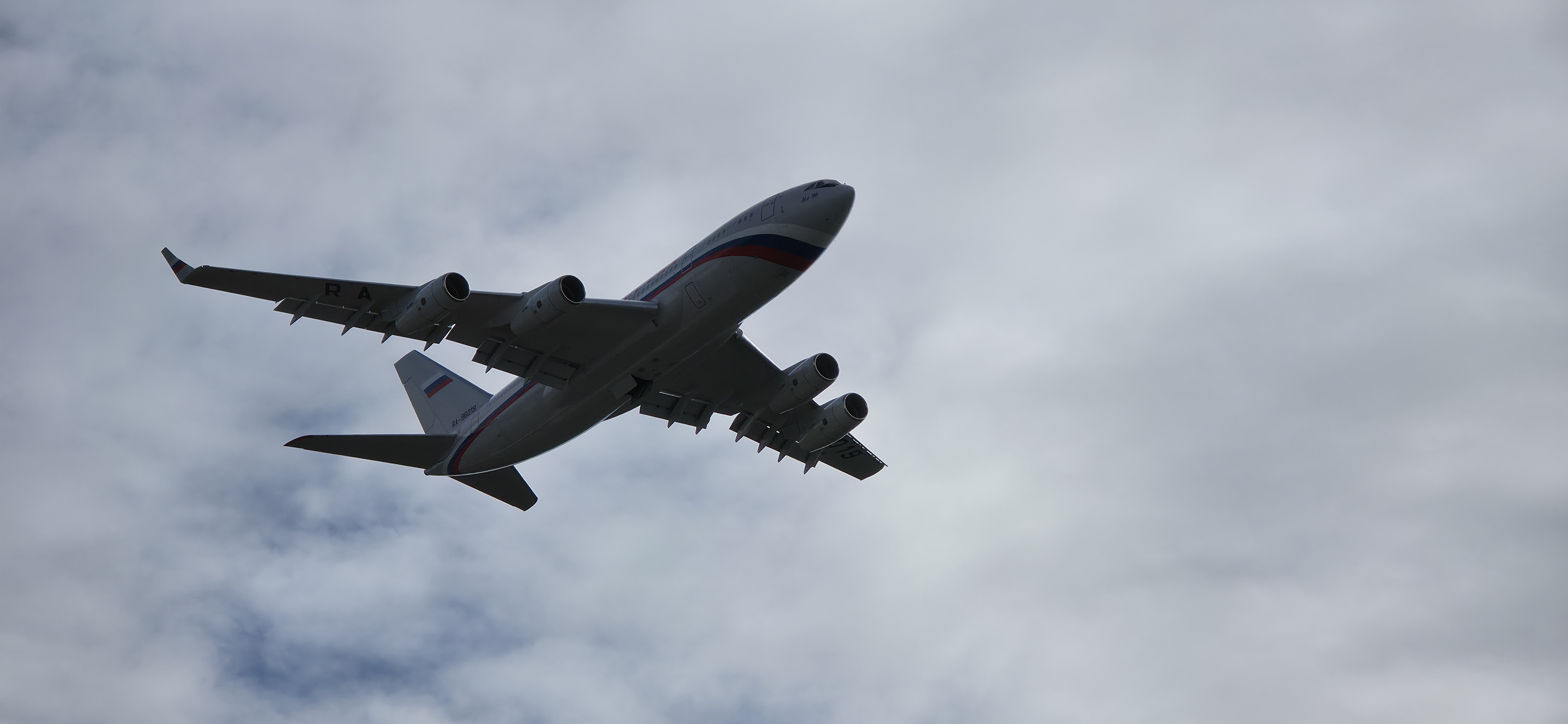
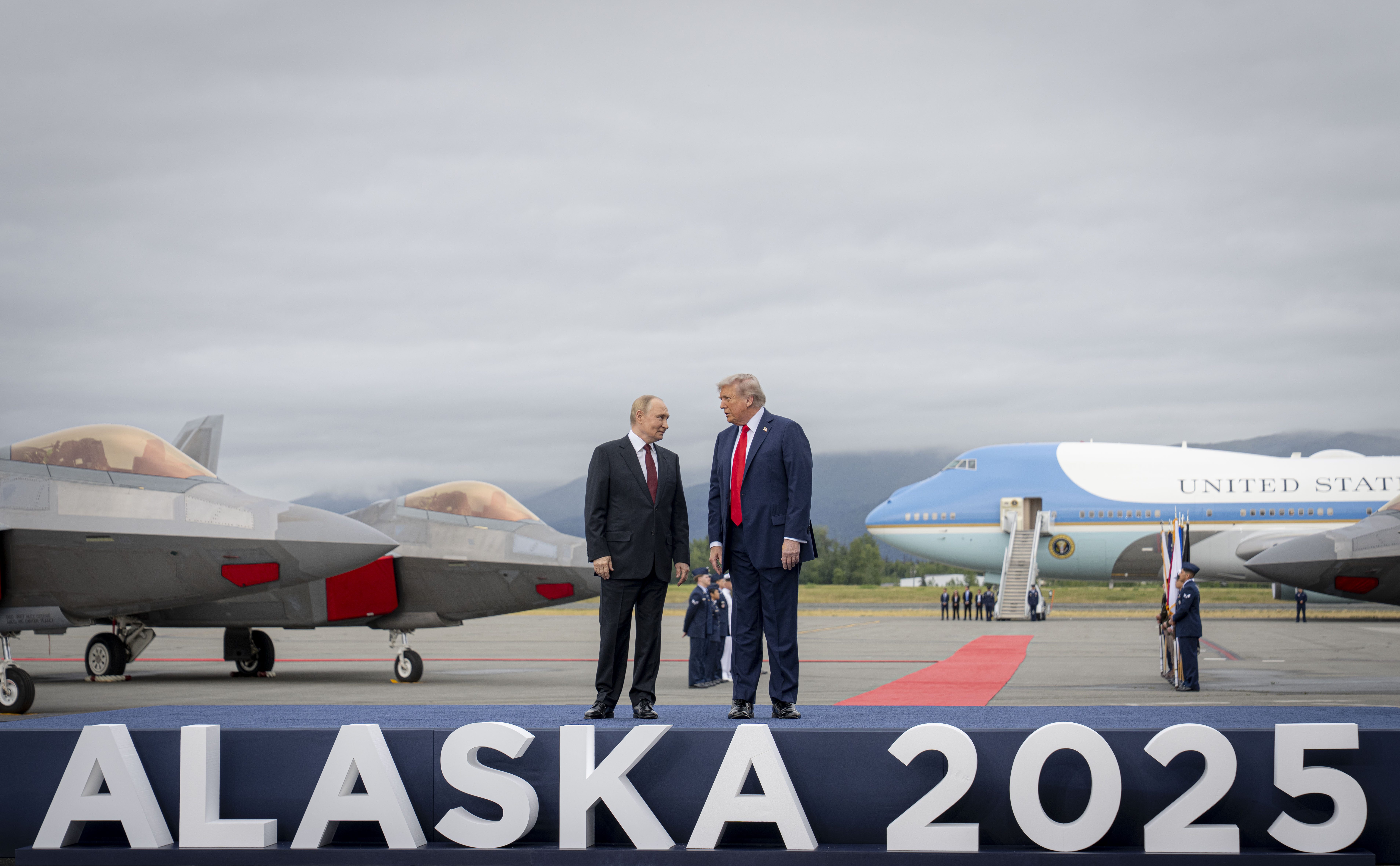